# 504 Cora
Cora (asteroide 504) é um asteroide da cintura principal com um diâmetro de 30,02 quilómetros, a 2,1291855 UA. Possui uma excentricidade de 0,2176621 e um período orbital de 1 639,92 dias (4,49 anos).
Cora tem uma velocidade orbital média de 18,05440487 km/s e uma inclinação de 12,89038º.
Esse asteroide foi descoberto em 30 de Junho de 1902 por Solon Bailey.